# Frédéric Legrand

General Legrand

Frédéric Legrand (* 27. Januar 1810 in Versailles; † 16. August 1870 bei Mars-la-Tour) war ein französischer Général de division der Kavallerie.

## Leben
Legrand trat 1828 den Husaren der königlichen Garde bei. Von 1830 bis 1837 diente er als Unteroffiziersdienstgrad im 2e régiment de hussards. 1837 wurde er zum Sous-lieutenant befördert. In Algerien war er an der Niederwerfung des Aufstands von Abd el-Kader beteiligt. 1844 wurde er Capitaine der Spahis, 1850 Commandant des „2e régiment de chasseurs d’Afrique“.
Sein erstes Kommando erhielt er 1855 im Mutterland Frankreich, als er zum Colonel befördert und zum Kommandanten des 5e régiment de cuirassiers ernannt wurde. 1860 kehrte er nach Algerien zurück, wo er als Général de brigade die Region Oran kommandierte. 1865 wurde er zum Großoffizier der Ehrenlegion ernannt. Mit dieser Ehrung wurde sein Einsatz während des Aufstandes der Sahara-Volksstämme gewürdigt.
Nach seiner Rückkehr nach Frankreich im Jahr 1868 wurde er zum Général de division befördert und erhielt das Kommando über die südfranzösische Region Perpignan. Nach Ausbruch des Deutsch-Französischen Krieges 1870 bat er um einen Einsatz an der Front. Er erhielt das Kommando über die Kavallerie des 4. Korps, der sogenannten Rhein-Armee. Am 16. August 1870 fiel er an der Spitze seiner Reiter in der Schlacht bei Mars-la-Tour. Er wurde im Friedhof von Doncourt-lès-Conflans beigesetzt.